# Malaysias herrlandslag i ishockey
Malaysias herrlandslag i ishockey representerar Malaysia i ishockey på herrsidan och kontrolleras av Malaysias ishockeyförbund.

## Historik
Laget spelade sin första match den 26 januari 2007, då man vann över Hongkong med 7-3 under asiatiska vinterspelen i Changchun.

### Fotnoter
1. ↑  ”National Teams of Ice Hockey”. Arkiverad från originalet den 5 mars 2016. https://web.archive.org/web/20160305134910/http://www.nationalteamsoficehockey.com/uploads/Malaysia_All_Time_Results.pdf. Läst 29 augusti 2011.